# سیارک ۷۶۷۱
سیارک ۷۶۷۱ (به انگلیسی: 7671 Albis، نامگذاری:1995UK1) هفت هزار و ششصد و هفتاد و یکمین سیارک کشف شده‌است که در ۲۲ اکتبر ۱۹۹۵ کشف شد.
قدر مطلق سیارک برابر ۱۴٫۹۰ است.